# Беладжия
Беладжия (фр. Béladjia) — деревня и супрефектура в Чаде, расположенная на территории региона Западный Логон. Входит в состав департамента Нгуркоссо.

## Географическое положение
Деревня находится в юго-западной части Чада, на правом берегу реки Западный Логон, на высоте 508 метров над уровнем моря.
Населённый пункт расположен на расстоянии приблизительно 400 километров к юго-юго-востоку (SSE) от столицы страны Нджамены

## Население
По данным официальной переписи 2009 года численность населения Беладжии составляла 11 520 человек (5623 мужчины и 5897 женщин). Население супрефектуры по возрастному диапазону распределилось следующим образом: 51,7 % — жители младше 15 лет, 45,1 % — между 15 и 59 годами и 3,2 % — в возрасте 60 лет и старше.

## Транспорт
Ближайший аэропорт расположен в городе Мунду.